# Macrosphenidae
Macrosphenidae este o familie de păsări paseriforme din Africa. A fost considerată anterior ca făcând parte din familia Sylviidae, dar acum este recunoscută ca o ramură bazală a întregii clade Sylvioidea.

## Taxonomie
Numele familiei (ca subfamilie Macrospheninae) a fost introdus de ornitologul german Hans Wolters în 1983, dar nu a fost definit oficial până în 2012. Familia conține 18 specii împărțite în 6 genuri.
Filogenia la nivel de gen prezentată mai jos se bazează pe un studiu genetic realizat de Silke Fregin și colaboratorii săi și publicat în 2012. Achaetops pycnopygius nu a fost inclus în studiu.
|  | Sphenoeacus |
|  |             |
|  | Melocichla  |
|  |             |

|  | Cryptillas             |
|  |                        |
|  | Sylvietta – (9 specii) |
|  |                        |

|  | Sphenoeacus |
|  |             |
|  | Melocichla  |
|  |             |

|  | Cryptillas             |
|  |                        |
|  | Sylvietta – (9 specii) |
|  |                        |

|  | Sphenoeacus |
|  |             |
|  | Melocichla  |
|  |             |

|  | Cryptillas             |
|  |                        |
|  | Sylvietta – (9 specii) |
|  |                        |

|  | Sphenoeacus |
|  |             |
|  | Melocichla  |
|  |             |

|  | Cryptillas             |
|  |                        |
|  | Sylvietta – (9 specii) |
|  |                        |

### Specii
- Genul Sylvietta
  - Sylvietta virens
  - Sylvietta denti
  - Sylvietta leucophrys
  - Sylvietta brachyura
  - Sylvietta philippae
  - Sylvietta ruficapilla
  - Sylvietta whytii
  - Sylvietta isabellina
  - Sylvietta rufescens
- Genul Melocichla
  - Melocichla mentalis
- Genul Achaetops
  - Achaetops pycnopygius
- Genul Sphenoeacus
  - Sphenoeacus afer
- Genul Cryptillas
  - Cryptillas victorini
- Genul Macrosphenus
  - Macrosphenus kempi
  - Macrosphenus flavicans
  - Macrosphenus concolor
  - Macrosphenus pulitzeri
  - Macrosphenus kretschmeri